# Tricyphona paludicola
Tricyphona (Tricyphona) paludicola là một loài ruồi trong họ Pediciidae. Chúng phân bố ở vùng sinh thái Nearctic.